# Fondation Altran pour l'Innovation
 (septembre 2014).
La Fondation Altran pour l’Innovation est la fondation d’entreprise du groupe Altran Technologies. Son initiateur a été Michel Friedlander, président de 1996 à 2005. Depuis sa création en 1996, elle a pour but de soutenir et encourager l'innovation technologique au service de l'intérêt général. Sa mission est d’encourager l’émergence d’idées créatives, de soutenir le développement d’innovations et d’aider des projets à progresser. La fondation offre aux projets bénéficiaires un accompagnement technologique par une équipe d’experts Altran. Malgré un bénéfice de 2,9 milliards en 2018, la dissolution de la Fondation d'entreprise est prononcée le 5 septembre de la même année

## Exemples de projets soutenus autour du thème de la Santé

### Rétine artificielle
La rétine artificielle du professeur José Sahel et  de son équipe de l'Institut de la vision de l'hôpital des Quinze-Vingts a pour objectif de permettre aux personnes souffrant de maladies rétiniennes dégénératives (1,5 million en 2008) d’accomplir des tâches quotidiennes. Le défi pour les équipes Altran était de parvenir à trouver les solutions pour produire des rétines artificielles en série, afin d’apporter des résultats concrets au plus grand nombre de patients. 

### Patch détecteur d'allergies chez les nourrissons
L'équipe de DBV Technologies a développé un procédé breveté, Viaskin, permettant de déceler les allergies chez les nourrissons. Cette technique fait appel au principe des électrets permettant de retenir les allergènes lyophilisés et électrisés sur le support du patch sans utilisation de solvant ou de colle. Pour faire évoluer ce projet en procédé commercialisable, les équipes Altran se sont penchées sur les procédés de mise en production, d’amélioration de la qualité et des performances du procédé, d’analyse des enjeux liés aux brevets, de design de l'applicateur du patch et d’identité visuelle du produit. Le patch-test pour allergies alimentaires chez l'enfant, qui n'était qu'un projet lors de la remise du prix en juin 2003, est depuis juin 2004 en vente en pharmacie.

## Exemples de projets soutenus autour du thème de l'Environnement

### Panneau solaireéconomique
Le projet de la société Maxxun BV était de développer un système innovant de capteurs solaires basé sur une technologie de concentration de la lumière dans un matériau luminescent, ayant pour but de réduire de plus de moitié l’investissement nécessaire par rapport aux systèmes existants. Des consultants néerlandais du groupe Altran ont travaillé pendant un an avec l’équipe lauréate.

### Système écologique dedépollution des sols
Le jury de la Fondation Altran pour l'Innovation a décerné le premier prix 2001 à Julien Troquet, jeune ingénieur chercheur, créateur de la start-up Biobasic Environnement. Son projet consiste à développer un procédé de décontamination des sols par bioremédiation, où des microorganismes assurent la dégradation complète des polluants. Ce processus permet une dépollution totale et douce, il évite l'excavation du site et préserve donc l'écosystème, tout en étant cinq fois moins cher que les techniques concurrentes. De plus, il peut être utilisé pour différentes formes de pollution[source insuffisante]. L'accompagnement technologique d'Altran a participé à faire passer le procédé biologique de l'échelle du laboratoire à la phase d'industrialisation.

### Nettoyage des monuments historiques au laser
Les sociétés Jaulard (France), Trivella (Italie), Quantel (France) et Unilaser (Portugal) ont développé le projet de laser portable à la main LAMA permettant le nettoyage des façades et ornements sculptés des monuments historiques. Ce procédé augmente la sélectivité du nettoyage, respecte « l'épiderme » de la pierre et permet des rendements supérieurs à toutes les autres techniques existantes, pour un prix cinq fois moins important. 

## Exemples de projets soutenus autour du thème de la Solidarité Internationale

### Charbon écologique

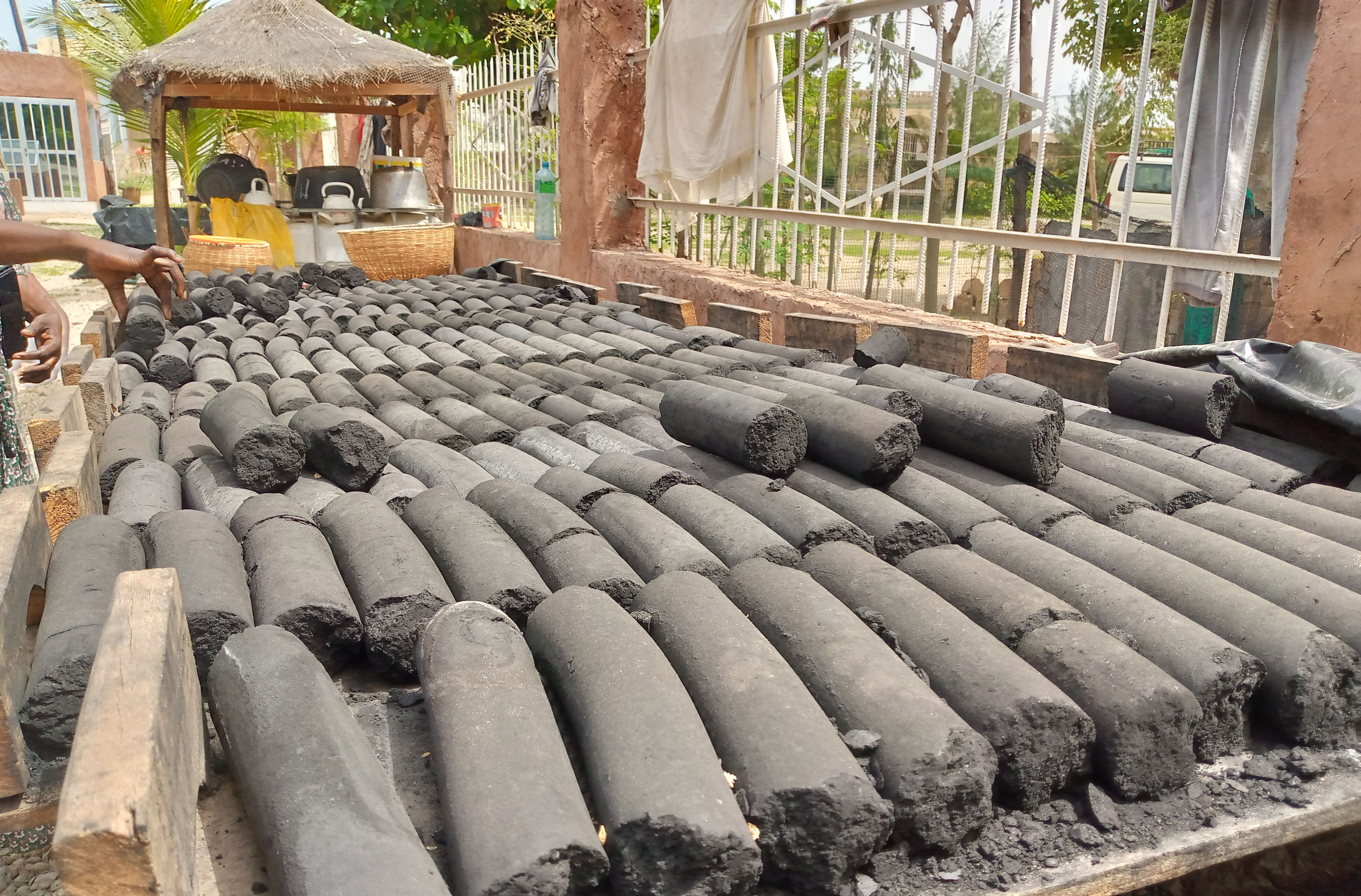
Charbon écologique fabriqué à Joal-Fadiouth au Sénégal

L'objectif du projet de Guy Reinaud est de répondre aux besoins en énergie domestique renouvelable d'une population de 2 milliards d'individus vivant dans les régions tropicales d'Afrique, Amérique latine et Asie, tout en luttant contre la déforestation, la désertification et les changements climatiques par l'usage de charbon de biomasse[réf. souhaitée], source d'énergie renouvelable, brevetée et développée par  Pro-Natura International. Le projet s’est concrétisé avec la première machine, fabriquée en France, qui est en exploitation au Sénégal dans la région de Saint-Louis depuis fin 2007.